# Melwood (Maryland)
Melwood es un lugar designado por el censo ubicado en el condado de Prince George, en el estado estadounidense de Maryland. Según el censo de 2020, tiene una población de 3,977 habitantes.

## Geografía
Melwood se encuentra ubicado en las coordenadas 38°48′7″N 76°50′30″O / 38.80194, -76.84167. Según la Oficina del Censo de los Estados Unidos, Melwood tiene una superficie total de 7.3 km², correspondientes en su totalidad a tierra firme.

## Demografía
Según el censo de 2010, había 3.051 personas residiendo en Melwood. La densidad de población era de 416,84 hab./km². De los 3.051 habitantes, Melwood estaba compuesto por el 26.06% blancos, el 65.68% eran afroamericanos, el 0.75% eran amerindios, el 1.51% eran asiáticos, el 0.03% eran isleños del Pacífico, el 2.98% eran de otras razas y el 2.98% pertenecían a dos o más razas. Del total de la población el 6.72% eran hispanos o latinos de cualquier raza.